# Xanthorhoe conspectaria
Xanthorhoe conspectaria är en fjärilsart som beskrevs av Mann 1839. Xanthorhoe conspectaria ingår i släktet Xanthorhoe och familjen mätare. Inga underarter finns listade i Catalogue of Life.